# 小林篤史
小林 篤史（こばやし あつし、1975年3月18日-）は、日本の実業家で柔道整復師、鍼灸師、あん摩マッサージ指圧師。株式会社ボディスプラウト代表、一般社団法人日本施術マイスター養成協会代表理事、猫背矯正マイスター®︎。著書は計9冊、累計17万部を超える発売を記録し、NHK「ひるまえほっと」などのテレビ出演も多い。

## 人物
1975年3月18日、神奈川県横浜市生まれ。2006年川崎市宮前区で整骨院・鍼灸マッサージ院を開業。現代人の8割が猫背かその予備軍と考えており「猫背矯正」を提唱。独自に考案・開発した猫背矯正法で日本施術マイスター養成協会を設立。姿勢の専門家である猫背矯正マイスター®の 育成に尽力。現在、206名の猫背矯正マイスター®︎を擁する。
高校時代にプロ野球選手を目指すも、腰痛などたび重なるケガや体調不良で挫折。その経験をばねに日本大学文理学部体育学科に入学し、トレーニング理論、機能解剖学などを学ぶ。その後、治療家として活動。2006年に整骨院を開院。2013年には猫背矯正専門治療院V‐Styleを開院。独自に考案した施術が「持続する猫背矯正」として評価を得る。その後、一般社団法人日本施術マイスター養成協会代表理事として、猫背矯正の普及に尽力する。

## 略歴
- 1975年 - 3月18日生まれ。
- 2006年 - 5月、整骨院・鍼灸マッサージ院開院[8]。
- 2007年 - 自身の整骨院で「猫背矯正」を始める[4]。
- 2008年 - 4月、「ビオラ整骨院・ビオラ鍼灸マッサージ院」開院[8]。
- 2012年 - 姿勢の専門家を育成する協会「一般社団法人日本施術マイスター養成協会を立ち上げる[4][8]。
- 2013年 - 4月、猫背矯正マイスターのいる治療院を開院[8][11]。
- 2015年 - 4月、「株式会社ボディスプラウト」設立[8]。
- 2016年 - 1月、通販事業「のびのび健康生活」開始。11月、温活×深層筋EMS「ほっトレ」開始[8]。
- 2017年 - 6月、はくだけ整体シリーズ「整体ショーツ」を開発・販売開始[14][15]。
- 2020年 - 1月、スカッと整体鷺沼駅前店開店[16]。

## 書籍
- 『脊柱管狭窄症―自力で治す!痛みをとる!』 (2015年、英和出版社)
- 『不整脈 狭心症 自力で治す!発作を止める!』（2016年1月、英和出版社）
- 『坐骨神経痛 自力で治す!シビレをとる!』(2016年10月、英和出版社)
- 『ねこ背は10秒で治せる!』（2017年1月、マキノ出版）紀伊国屋書店新宿本店で週間ベストセラー第1位を獲得[11]。
- 『腰痛はショーツで解消できる!』（2018年9月）
- 『ねこ背が治る!寝たまま「耳ピタ」ポーズ』（2019年2月）
- 『一生曲がらない背骨をつくる 姿勢の教科書』（2019年6月、ビタミン文庫）
- 『寝たまま10秒 一生持続する ねこ背矯正ストレッチ』（2020年6月、PHP研究所）
- 『ビジュアル版 ねこ背は10秒で治せる！』（2021年7月、マキノ出版）
- 『歩くだけで効く!おさんぽ整体』（2022年5月、三笠書房）[17]
- 『10秒で治る! 子どものねこ背のばし』（2022年6月、かんき出版）[18]
- 『その不調・痛み、反り腰が原因です!』（2023年6月14日、産業編集センター）ISBN 9784863113695[19]